# 職業能力開発短期大学校
職業能力開発短期大学校（しょくぎょうのうりょくかいはつたんきだいがっこう）は、国、都道府県、及び認定を受けた事業主が行う高度職業訓練のうち、長期間の訓練（専門課程）及び短期間の訓練（専門短期課程）を行う職業訓練施設をいう。普通職業訓練のうち、短期課程を行うこともできる。高度技能者の養成を目的とする厚生労働省所管の省庁大学校である。
職業能力開発短期大学校は、職業能力開発促進法で規定されている。

## 設置形態
公共職業能力開発施設として、国が職業能力開発短期大学校を設置するが、厚生労働大臣の同意があれば都道府県も設置することができる。また、厚生労働省令で定める基準に適合すると都道府県から認定された事業主等は、認定職業訓練による職業訓練施設として、職業能力開発短期大学校を設置することができる。

### 国（独立行政法人高齢・障害・求職者雇用支援機構）による設置
職業能力開発促進法第16条第1項により、国は職業能力開発短期大学校を設置すると規定されているが、独立行政法人高齢・障害・求職者雇用支援機構法の第14条第1項第7号により、国に代わって独立行政法人高齢・障害・求職者雇用支援機構が設置及び運営を行っている。同機構が運営する職業能力開発短期大学校に対しては、ポリテクカレッジという愛称が用いられ、英称はPolytechnic Collegeとされている。
長期間の訓練として専門課程を実施する。専門課程（修業年限2年）は、主に高等学校の卒業者を対象とし、技術革新に対応できる高度な知識と技能・技術を兼ね備えた実践技能者の育成を目的とする。専門課程卒業者は、人事院規則により学校教育法による短大（2年制）卒と同格と格付けされている。卒業後は、職業能力開発大学校の応用課程に進学することができる。
普通職業訓練の短期課程（訓練期間6ヶ月）はアビリティーコースと呼ばれ、専門短期課程（訓練期間6ヶ月以下）は能力開発セミナーと呼ばれる。これらは、施設や年度により、実施されるかどうかが異なる。

#### 港湾職業能力開発短期大学校
独立行政法人高齢・障害・求職者雇用支援機構が運営するものは、港湾職業能力開発短期大学校の1校である。
- 港湾職業能力開発短期大学校
  - 港湾職業能力開発短期大学校横浜校
  - 港湾職業能力開発短期大学校神戸校

#### 職業能力開発大学校附属の職業能力開発短期大学校
独立行政法人高齢・障害・求職者雇用支援機構が運営する職業能力開発大学校に附属する職業能力開発短期大学校は、12校ある。かつては独立した職業能力開発短期大学校であったが、1999年から2001年にかけて順次、職業能力開発大学校8校の各附属校となった。
- 東北職業能力開発大学校附属青森職業能力開発短期大学校（元・青森職業能力開発短期大学校）
- 東北職業能力開発大学校附属秋田職業能力開発短期大学校（元・秋田職業能力開発短期大学校）
- 関東職業能力開発大学校附属千葉職業能力開発短期大学校（元・千葉職業能力開発短期大学校）
  - 関東職業能力開発大学校附属千葉職業能力開発短期大学校成田校（元・千葉職業能力開発短期大学校成田校）
- 北陸職業能力開発大学校附属新潟職業能力開発短期大学校（元・新潟職業能力開発短期大学校）
- 北陸職業能力開発大学校附属石川職業能力開発短期大学校（元・石川職業能力開発短期大学校）
- 東海職業能力開発大学校附属浜松職業能力開発短期大学校（元・浜松職業能力開発短期大学校）
- 近畿職業能力開発大学校附属滋賀職業能力開発短期大学校（元・滋賀職業能力開発短期大学校）
- 近畿職業能力開発大学校附属京都職業能力開発短期大学校（元・京都職業能力開発短期大学校）
- 中国職業能力開発大学校附属島根職業能力開発短期大学校（元・島根職業能力開発短期大学校）
- 中国職業能力開発大学校附属福山職業能力開発短期大学校（元・福山職業能力開発短期大学校）
- 四国職業能力開発大学校附属高知職業能力開発短期大学校（元・高知職業能力開発短期大学校）
- 九州職業能力開発大学校附属川内職業能力開発短期大学校（元・川内職業能力開発短期大学校）

#### かつて存在した施設

##### 職業能力開発大学校への移行
かつて存在した職業能力開発短期大学校のうちの10校（職業能力開発大学校#一覧を参照）は、1999年（平成11年）から2001年（平成13年）にかけて順次、応用課程を新設して職業能力開発大学校に移行した。

##### 職業能力開発総合大学校への統合
東京職業能力開発短期大学校は、応用課程を新設した上で1999年に職業能力開発総合大学校に統合され、職業能力開発総合大学校東京校となった。東京校は職業能力開発短期大学校、職業能力開発大学校のいずれにも分類されず、職業能力開発大学校と同様の役割を持っていたが、東京校の専門課程は平成23年度入学者の卒業をもって廃止され、東京校の応用課程は平成25年度入学者の卒業をもって廃止される。

##### 閉校となった施設
茨城職業能力開発短期大学校は、関東職業能力開発大学校水戸短期校となった後に、2004年3月で業務廃止となった。跡地は茨城県職業人材育成センターが利用している。
群馬職業能力開発短期大学校は廃止となり、群馬職業能力開発促進センターに転換された。

#### 独立行政法人雇用・能力開発機構の廃止
「雇用・能力開発機構の廃止について」（平成20年12月24日閣議決定）において、独立行政法人雇用・能力開発機構は廃止し、職業能力開発業務は、独立行政法人高齢・障害者雇用支援機構に移管、その他の業務は、廃止又は独立行政法人勤労者退職金共済機構等へ移管することが明記された。その中で職業能力短期大学校及び職業能力開発大学校については、「財源（雇用保険料）及び人員を含め、各都道府県等の受け入れやすい条件を整備する。都道府県等の移管希望を具体的に把握する。希望する都道府県等への移管に当たっては、ブロックごとに水準を維持して運営・実施できることを前提とする。」とされた。

### 都道府県による設置
2021年（令和3年）4月現在、都道府県による設置は、以下の15校である。
なお、2003年（平成 15 年）11月に長野県と熊本県が、2009年（平成21年）に山形県がそれぞれ国へ「職業能力開発促進法に基づく職業能力開発短期大学校から大学への編入学を認める構造改革特区メニューの創設」を提案して以降、長らく文部科学省内のワーキンググループ内で導入の是非について議論がされてきた。その結果、改正構造改革特区法が2022年（令和4年）5月25日にの参議院本会議で可決、成立した。これにより、各自治体が国に区域計画を申請して認可を受けた場合、当該特区内の職能短大で2年間の専門課程を修了後、同特区内の4年制大学に編入できる道が新たに拓かれた。
2025年（令和7年）1月現在、以下の県立短期大学校のうち、長野県、熊本県、山形県、神奈川県が構造改革特別区域の認定を受けて、同特区内の4年制大学への編入学試験の受験が可能になっている。また大分県が現在新たに特区申請中である。
- 岩手県立産業技術短期大学校（英：Iwate Industrial Technology Junior College）
  - 岩手県立産業技術短期大学校水沢校[11]
- 山形県立産業技術短期大学校[12][13][14]（英：Yamagata College of Industry and Technology）
  - 山形県立産業技術短期大学校庄内校[12]
- 福島県立テクノアカデミー郡山職業能力開発短期大学校[12]（福島県立テクノアカデミー郡山の施設）
- 福島県立テクノアカデミー浜職業能力開発短期大学校（福島県立テクノアカデミー浜の施設）
- 福島県立テクノアカデミー会津職業能力開発短期大学校（福島県立テクノアカデミー会津の施設）
- 神奈川県立産業技術短期大学校（英：Kanagawa Industrial and Technical Junior College）
- 静岡県立工科短期大学校静岡キャンパス[15]（英：Shizuoka College of Technology）
  - 静岡県立工科短期大学校沼津キャンパス[16]
- 茨城県立産業技術短期大学校[12]（英：Ibaraki Prefectural Industrial Technology Junior College）
- 山梨県立産業技術短期大学校[12]（英：Yamanashi Industrial Technology Junior College）
- 長野県工科短期大学校（英：Nagano Prefectural Institute of Technology）
- 長野県南信工科短期大学校（英：Nagano Prefecture Nanshin Institute of Technology）
- 岐阜県立国際たくみアカデミー職業能力開発短期大学校（英：INTERNATIONAL TAKUMI ACADEMY）
- 大分県立工科短期大学校（英：Oita Institute of Technology）
- 広島県立技術短期大学校（英：Hiroshima Prefectural Technical Junior College）
- 熊本県立技術短期大学校（英：Kumamoto Prefectural College of Technology）

### 認定職業訓練のための施設

#### 職業訓練法人による設置
- 高知県建設職業能力開発短期大学校（職業訓練法人高知県建設職業能力開発短期大学校）
- 熊本職業訓練短期大学校（職業訓練法人熊本市職業訓練センター）
- 山形工科短期大学校（職業訓練法人山形工科アカデミー、英：Yamagata Institute of Technology）
- 職業能力開発短期大学校東京建築カレッジ（職業訓練法人東京土建技術研修センター）
- 匠短期大学校（職業訓練法人匠国際職能開発協会）
- 鹿児島ホテル短期大学校（職業訓練法人鹿児島観光技能訓練協会）
- 岡山和服短期大学校（職業訓練法人岡山和服短期大学校）
- タカラモードカレッジ小豆島洋裁職業能力開発短期大学校
- 奈良調理短期大学校（職業訓練法人奈良県調理技能協会）
- 滋賀県調理短期大学校（職業訓練法人滋賀県調理技能協会）
- 日本調理アカデミー（職業能力開発短期大学校専門課程）（職業訓練法人東京都職業訓練協会）

#### 株式会社による設置
- 千秋庵製菓短期大学校（札幌千秋庵製菓株式会社）
- デンソー工業学園短大課程（株式会社デンソー、英：DENSO Technical College）
- セイコーエプソン工科短期大学校（セイコーエプソン株式会社）
- マツダ工業技術短期大学校（マツダ株式会社、英：MAZDA Technical College）
- パナソニック電工工科短期大学校[17]（パナソニック電工株式会社）